# デートコース
デートコースは、天津りさ・当麻美帆・呉羽成美のメンバー3人による国民的アイドルという設定のアイドルグループ。ゲーム内キャラクターのみでなく、現実にも活動している。

## おもな活動
『マジスキ 〜Marginal Skip〜』にゲーム内キャラクターとして登場し、その後は『Princess Party 〜プリンセスパーティー〜』に挿入歌を提供したり、『あい☆きゃん』に背景で登場するなど、幅広い活動をしている。

## メンバー
天津 りさ（あまつ りさ）
所属 - 私立励学館学園 3年生
性格 - 表面的には強気だが、弱気な部分も
愛称 - りさりさ
当麻 美帆（とうま みほ）
所属 - 中学3年生
性格 - 世間知らずで、不思議系
愛称 - みーぽ
呉羽 成美（くれは なるみ）
所属 - 大学1年
性格 - 気さくで、頼れるお姉さん
愛称 - なるちー

## 受賞歴
- 萌えゲーアワード2009にて「話題賞」受賞。

## アルバム
| 商品名                  | 発売日         | 収録曲                               | 備考                                                                           |
| ----------------------- | -------------- | ------------------------------------ | ------------------------------------------------------------------------------ |
| いちゃいちゃプリンセス! | 2009年12月25日 | 「いちゃいちゃプリンセス!」          | PCゲーム『いちゃぷり! 〜お嬢さまとイチャラブえっちな毎日〜』オープニングテーマ |
| いちゃいちゃプリンセス! | 2009年12月25日 | 「恋と君だけを感じて」               |                                                                                |
| いちゃいちゃプリンセス! | 2009年12月25日 | 「キラキラッ☆ -twinkle star light-」 | PCゲーム『Princess Party 〜プリンセスパーティー〜』挿入歌                      |
| いちゃいちゃプリンセス! | 2009年12月25日 | 「抱きしめて欲しいよ」               | PCゲーム『マジスキ 〜Marginal Skip〜』挿入歌                                   |